# صندوق الثقافة الاقتصادية

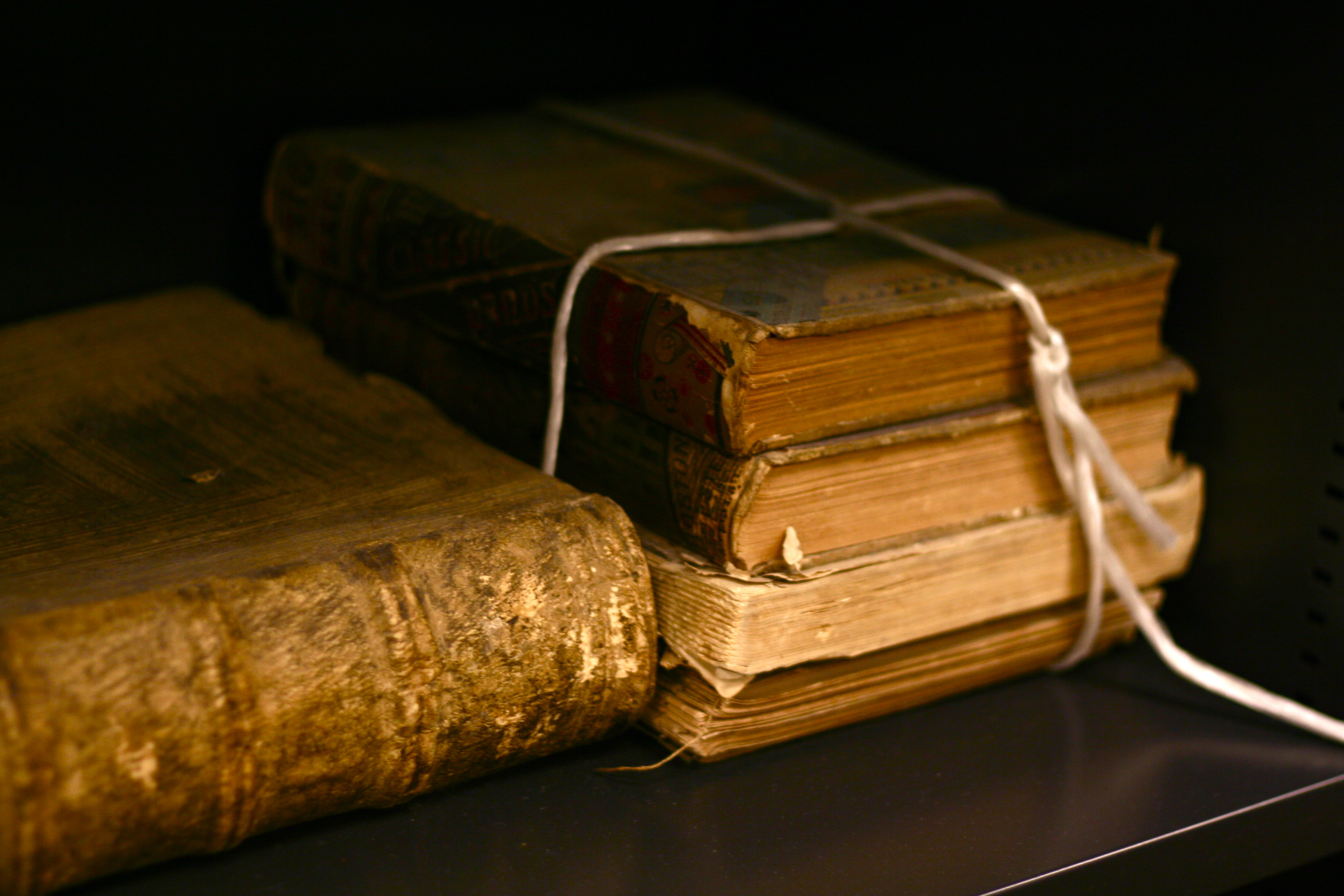
مجموعة التآمر لخوان خوسيه أريولا، نُشرت بواسطة صندوق الثقافة الاقتصادية، المكسيك.

صندوق الثقافة الاقتصادية يعد واحدًا من أشهر دور النشر المكسيكية. تم تأسسيه عام 	في 3 سبتمبر عام 1934 من قبل دانيال كوسيو بيجاس. تقع في جوادالاخارا بالمكسيك. وهو دار نشر متخصصة في مجالات عدة مثل أدب الأطفال ووصولًا إلى كتب العلوم الشعبية. نشر صندوق الثقافة الاقتصادية أول مجموعة قصصية للكاتب المكسيكي الشهر خوان خوسيه أريولا عام 1949 بعنوان اختراع فاريا، وتشمل قصص اختراع فاريا، الوقت للجميع (قطعة مسرحية من فصل واحد)، وكتاب إنفنتاريو 1976 من مجموعة المجلس الوطني للثقافة والفنون، دار النشر: صندوق الثقافة الاقتصادية، المكسيك.

## خلفية تاريخية
على مدار تاريخ صندوق الثقافة الاقتصادية الذي يتلخص في سبعين عامًا، شاركت دار النشر وبشكل فعال في التاريخ الثقافي والأدبي في المكسيك وأمريكا اللاتينية عبر محرريها ومترجميها. وظهرت بعض الشخصيات البارزة في تاريخ صندوق الثقافة الاقتصادية أمثال ألفونسو رييس أوتشوا وخوان رولفو وخوان خوسيه أريولا وأكتافيو باث وكارلوس فوينتس وخورخي لويس بورخيس وكارلوس بييثير كامرا ورايموندو ليدا وخوسيه جوروستيثا وعلي تشوماثيرو وسلبادور إليثوندو.